# Différenciation (linguistique)
Pour les articles homonymes, voir Différenciation.
En linguistique, la différenciation est le processus par lequel deux variétés linguistiques étroitement apparentées divergent l'une de l'autre au cours de leur évolution, finissant par aboutir à deux dialectes ou deux langues nettement différenciées.